# A Lyga 2021
La A Lyga 2021 es la edición número 32 de la A Lyga. La temporada comenzó el 5 de marzo y terminará en una fecha aun por definir. El vigente campeón es el Žalgiris que ganó su octavo título de liga la temporada pasada.

## Sistema de competición
Los diez equipos participantes jugarán entre sí todos contra todos cuatro veces, totalizando 36 partidos cada uno, al término de la fecha 36 el primer clasificado obtendrá un cupo para la primera ronda de la Liga de Campeones 2022-23, mientras que el segundo y tercer clasificado obtendrán un cupo para la primera ronda de la Liga de Conferencia Europa 2022-23.
Un tercer cupo para la primera ronda de la Liga de Conferencia Europa 2022-23 será asignado al campeón de la Copa de Lituania.

## Ascensos y descensos
La liga pasa esta temporada de 6 equipos a 10 equipos.
| Pos.    | Descensos de la A Lyga 2020 |
| ------- | --------------------------- |
| No hubo |                             |

| Pos. | Ascendidos de la I Lyga 2020 |
| ---- | ---------------------------- |
| 1.º  | Nevėžis                      |
| 2.º  | Hegelmann Litauen            |
| 4.º  | Džiugas Telšiai              |
| 6.º  | Dainava                      |

## Equipos participantes
| Equipo            | Ciudad      | Estadio                             | Capacidad |
| ----------------- | ----------- | ----------------------------------- | --------- |
| Banga             | Gargždai    | Gargždai Stadium                    | 2.323     |
| Dainava           | Alytus      | Alytus Stadium                      | 3.790     |
| Džiugas Telšiai   | Telšiai     | Telšiai Central Stadium             | 2.400     |
| Hegelmann Litauen | Kaunas      | Estadio NFA                         | 500       |
| Kauno Žalgiris    | Kaunas      | Kauno Žalgirio akademijos stadionas | 500       |
| Nevėžis           | Kėdainiai   | Kėdainiai Stadium                   | 3.000     |
| Panevėžys         | Panevėžys   | Estadio Aukštaitija                 | 3.000     |
| Riteriai          | Vilnius     | Estadio LFF                         | 5.400     |
| Sūduva            | Marijampolė | Hikvision Arena                     | 6250      |
| Žalgiris          | Vilnius     | Estadio LFF                         | 5.400     |

## Clasificación
| Pos. | Equipo            | Pts. | PJ | G  | E  | P  | GF | GC | Dif. | Clasificación o descenso                                          |
| ---- | ----------------- | ---- | -- | -- | -- | -- | -- | -- | ---- | ----------------------------------------------------------------- |
| 1    | Žalgiris (C)      | 79   | 36 | 23 | 10 | 3  | 76 | 28 | +48  | Primera fase clasificatoria de la Liga de Campeones 2022-23       |
| 2    | Sūduva            | 70   | 36 | 21 | 7  | 8  | 64 | 33 | +31  | Primera fase clasificatoria de la Liga Europa Conferencia 2022-23 |
| 3    | Kauno Žalgiris    | 63   | 36 | 18 | 9  | 9  | 55 | 39 | +16  | Primera fase clasificatoria de la Liga Europa Conferencia 2022-23 |
| 4    | Panevėžys         | 60   | 36 | 16 | 12 | 8  | 55 | 40 | +15  | Primera fase clasificatoria de la Liga Europa Conferencia 2022-23 |
| 5    | Hegelmann Litauen | 53   | 36 | 14 | 11 | 11 | 53 | 38 | +15  |                                                                   |
| 6    | Riteriai          | 46   | 36 | 10 | 16 | 10 | 49 | 37 | +12  |                                                                   |
| 7    | Banga             | 36   | 36 | 10 | 6  | 20 | 40 | 71 | −31  |                                                                   |
| 8    | Džiugas Telšiai   | 36   | 36 | 8  | 12 | 16 | 47 | 60 | −13  |                                                                   |
| 9    | Dainava (D)       | 35   | 36 | 9  | 11 | 16 | 39 | 56 | −17  | Descenso a I Lyga                                                 |
| 10   | Nevėžis (D)       | 10   | 36 | 2  | 4  | 30 | 15 | 91 | −76  | Descenso a I Lyga                                                 |

 Fuente: Flashscore
Criterios de clasificación: 1) Points; 2) Play-off (for champion only) 3) Head-to-head points; 4) Head-to-head goal difference; 5) Head-to-head goals scored; 6) Head-to-head matches won; 7) Goal difference; 8) Goals scored; 9) Matches won; 10) Fairplay ranking ; 11) Draw.
Notas:
1. ↑  DFK Dainava empezó con 3 puntos menos.

## Resultados
| Local \ Visitante | BAN | DAI | DZI | HEG | KAU | NEV | PAN | RIT | SUD | ZAL |
| ----------------- | --- | --- | --- | --- | --- | --- | --- | --- | --- | --- |
| Banga             | —   | 2–0 |     |     | 1–5 | 5–2 | 2–2 | 0–2 | 1–2 | 1–3 |
| Dainava           | 3–1 | —   | 1–1 |     | 0–1 | 0–2 | 1–3 | 1–1 |     |     |
| Džiugas Telšiai   | 1–1 | 2–3 | —   | 2–1 | 1–1 | 3–0 | 0–2 | 1–4 | 2–1 |     |
| Hegelmann Litauen | 0–1 | 0–1 | 1–1 | —   | 2–3 | 2–0 | 0–0 | 2–0 | 0–1 | 2–1 |
| Kauno Žalgiris    | 1–0 |     | 1–0 |     | —   | 5–0 |     | 2–1 | 1–0 | 0–1 |
| Nevėžis           |     | 0–1 | 2–1 | 0–1 | 1–2 | —   |     | 0–0 | 0–2 | 0–3 |
| Panevėžys         | 4–2 | 3–0 | 1–0 | 2–2 | 2–1 | 4–2 | —   |     | 0–0 | 0–2 |
| Riteriai          |     | 2–2 |     | 1–3 | 1–2 | 4–0 | 2–0 | —   |     | 1–1 |
| Sūduva            | 4–0 | 3–1 | 2–1 | 2–0 | 2–1 | 1–0 | 0–1 | 2–0 | —   |     |
| Žalgiris          | 2–0 | 2–2 | 2–2 | 2–0 | 2–2 |     | 1–0 | 2–0 | 1–2 | —   |

| Local \ Visitante | BAN | DAI | DZI | HEG | KAU | NEV | PAN | RIT | SUD | ZAL |
| ----------------- | --- | --- | --- | --- | --- | --- | --- | --- | --- | --- |
| Banga             | —   |     |     |     |     |     |     |     |     |     |
| Dainava           |     | —   |     |     |     |     |     |     |     |     |
| Džiugas Telšiai   |     |     | —   |     |     |     |     |     |     |     |
| Hegelmann Litauen |     |     |     | —   |     |     |     |     |     |     |
| Kauno Žalgiris    |     |     |     |     | —   |     |     |     |     |     |
| Nevėžis           |     |     |     |     |     | —   |     |     |     |     |
| Panevėžys         |     |     |     |     |     |     | —   |     |     |     |
| Riteriai          |     |     |     |     |     |     |     | —   |     |     |
| Sūduva            |     |     |     |     |     |     |     |     | —   |     |
| Žalgiris          |     | 5–1 |     |     |     |     |     |     |     | —   |

## Goleadores
| Pos. | Jugador | Club | Goles |
| ---- | ------- | ---- | ----- |